# Andrena chekiangensis
Andrena chekiangensis är en biart som beskrevs av Wu 1977. Andrena chekiangensis ingår i släktet sandbin, och familjen grävbin. Inga underarter finns listade i Catalogue of Life.